# Rattlesnake Canyon
Pour les articles homonymes, voir Rattlesnake.
Rattlesnake Canyon est un canyon américain situé dans le comté de Mesa, au Colorado. Il relève de la Black Ridge Canyons Wilderness, qui constitue à son tour le noyau de la McInnis Canyons National Conservation Area administrée par le Bureau of Land Management, dans le centre-ouest du Colorado et l'est de l'Utah. Il contient neuf arches naturelles, la deuxième plus grande concentration de telles arches aux États-Unis, après le bien plus célèbre parc national des Arches. 

## Accès
L'accès au canyon se fait soit par une randonnée pénible de 11 km depuis le départ du sentier de Pollack Bench, soit par les routes d'accès de Black Ridge. Ces dernières sont accessibles via le Colorado National Monument adjacent. 
Le sentier en boucle des arches descend et fait ensuite un tour par le canyon. Il passe six arches avant d'arriver à Cedar Tree Arch. Une ascension un peu difficile sur des pentes de grès escarpées et des marches mène au sommet du canyon et à un embranchement qui complète le circuit. 

## Caractéristiques notables
- Cedar Tree Arch (également connue sous le nom de Rainbow Arch)
- East Rim Arch (également connue sous les noms d'Akiti Arch ou Centennial Arch)
- Bridge Arch (également connu sous le nom de Hole-in-the-Bridge Arch)

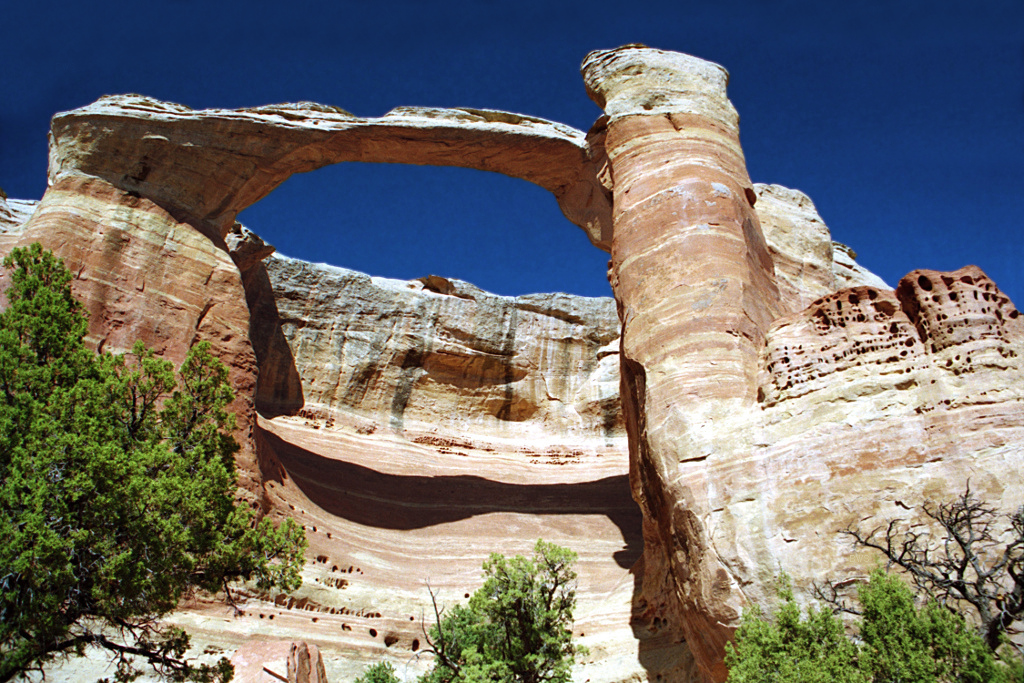
East Rim Arch
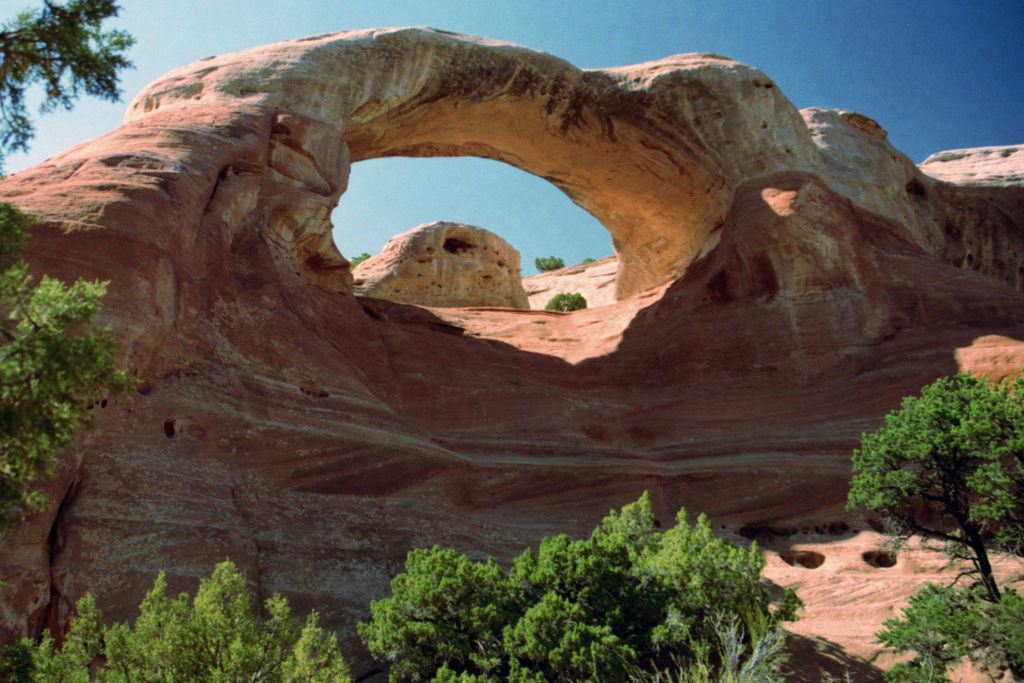
Cedar Tree Arch
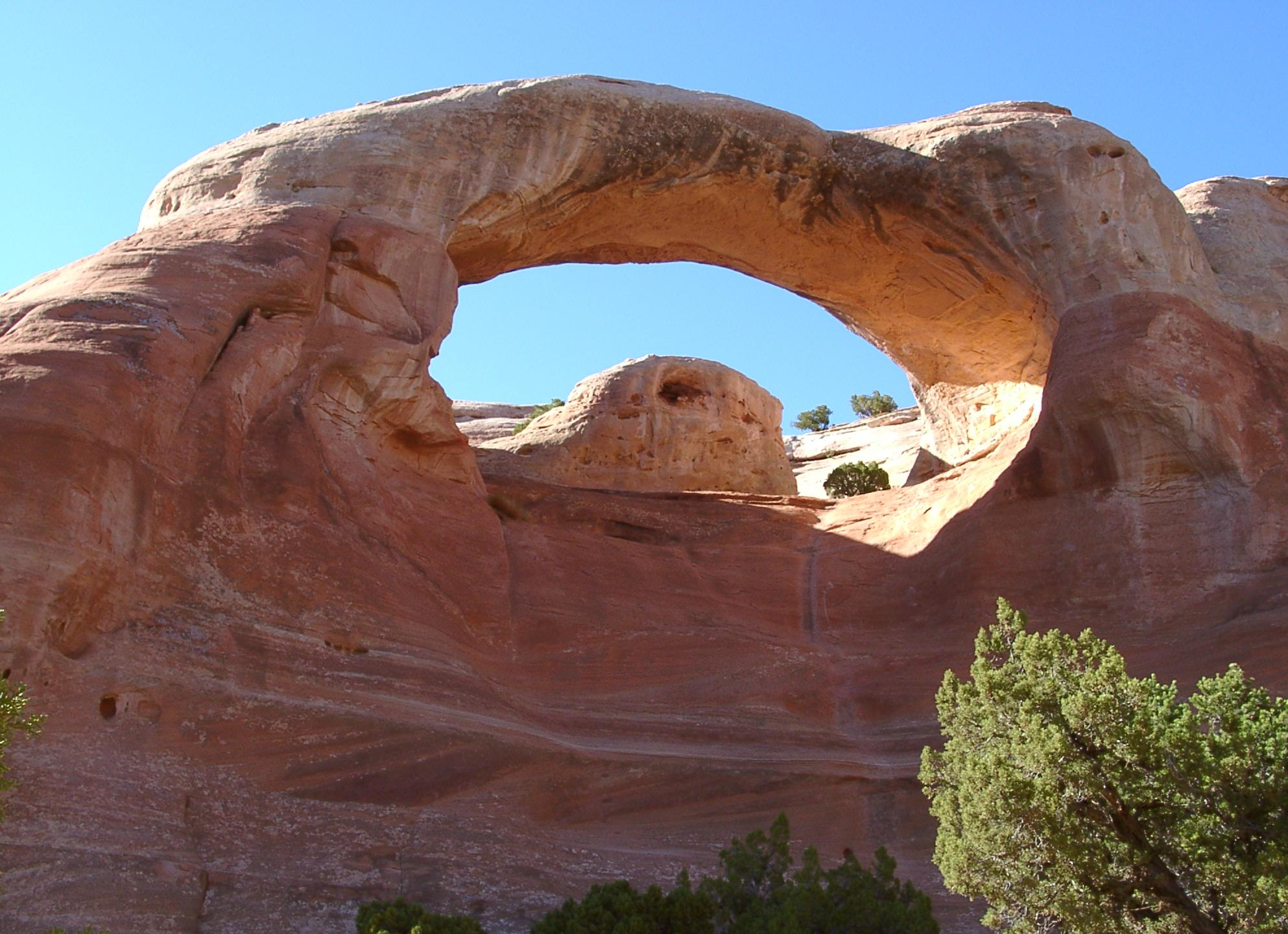
La boucle des arches commence par une descente difficile à travers Cedar Tree Arch.
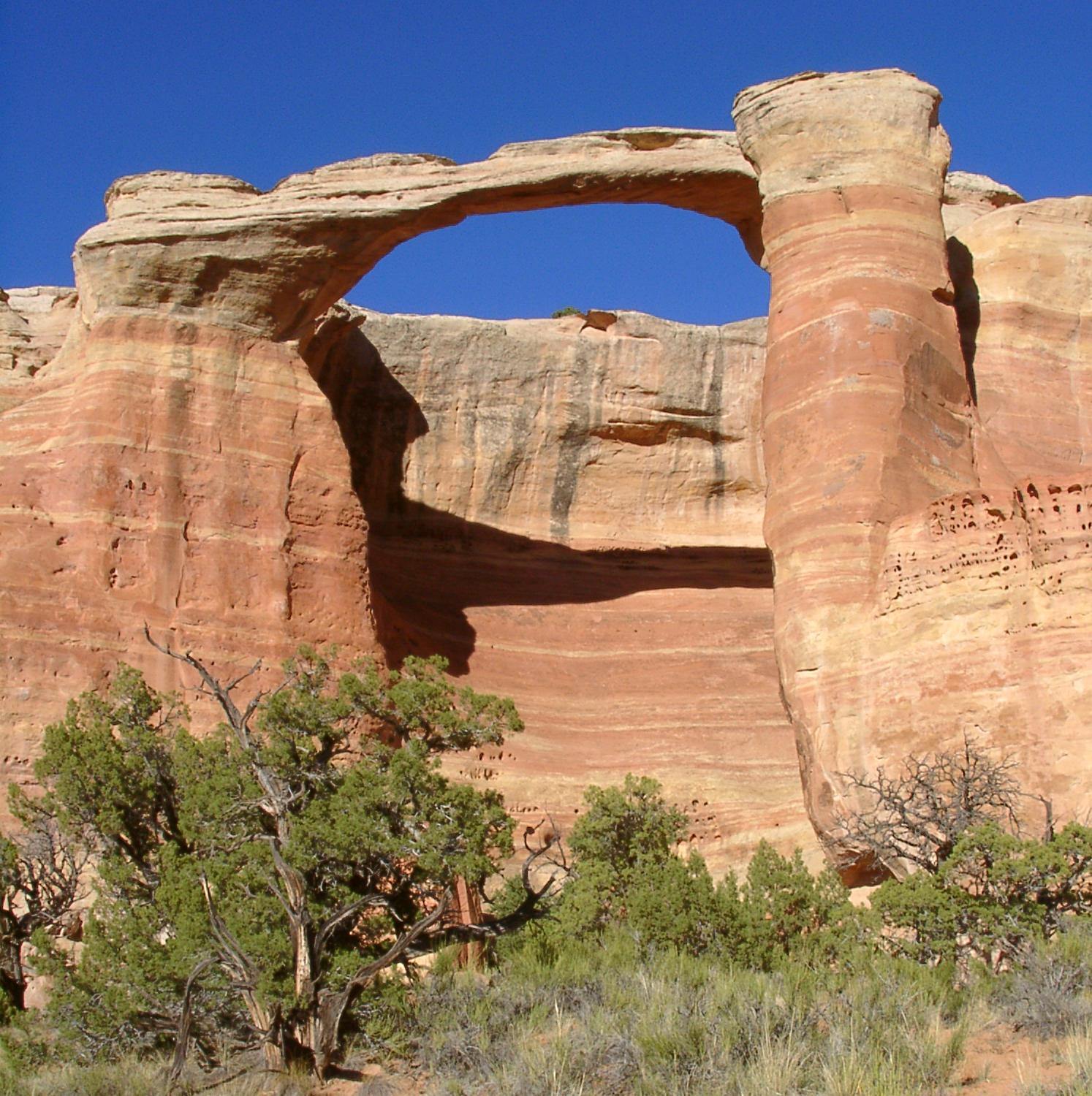
East Rim Arch vue depuis le sentier en boucle des arches.
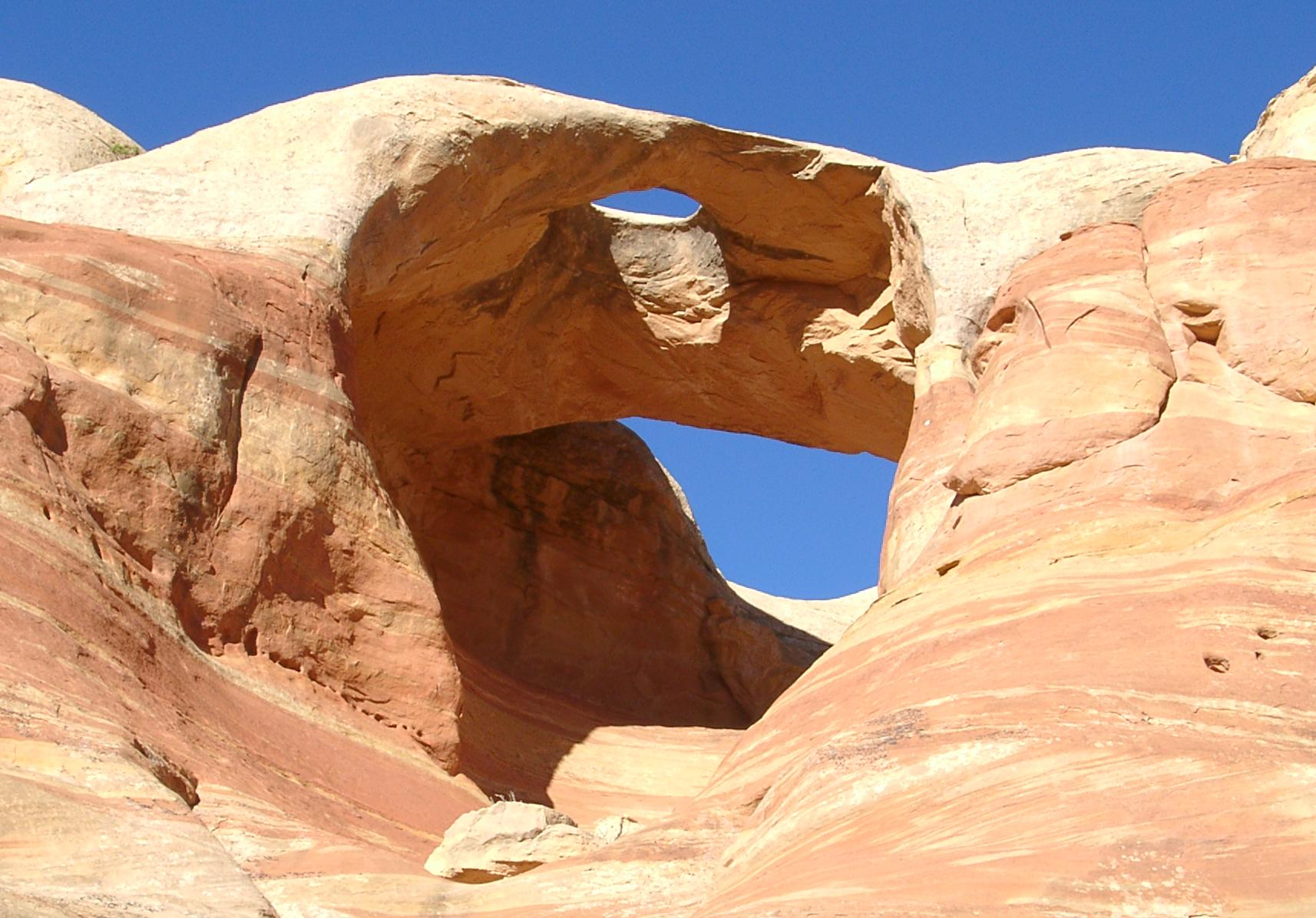
Bridge Arch vue depuis le sentier en boucle des arches.